# 卡姆揚努瓦泰
48°2′30″N 35°54′58″E / 48.04167°N 35.91611°E
卡姆揚努瓦泰（烏克蘭語：Кам'янувате）是位於烏克蘭東南部的村莊，由扎波羅熱州扎波羅熱区的新米科拉伊夫卡市鎮負責管轄。該村面積0.003平方公里，海拔高度127米，2001年人口64，人口密度每平方公里21,333.3人。